# Academy of Nutrition and Dietetics
Academy of Nutrition and Dietetics (A.N.D.) ist seit Januar 2012 der Name für die 1917 als American Dietetic Association (ADA, dt. etwa Amerikanische Gesellschaft für Diätetik und Ernährung) in Cleveland, Ohio gegründete Organisation von „Dietitians“, die englischsprachige Bezeichnung für Diätassistent (Deutschland) bzw. Diaetologe (Österreich) bzw. Ernährungsberater HF (Schweiz).

## Mitglieder
Die A.N.D. (ehemals ADA) hat fast 67.000 Mitglieder, davon ungefähr 75 Prozent registrierte Diätassistenten/Diaetologen/Ernährungsberater, 4 Prozent registrierte diätetisch-technische Assistenten (dietary technicians) für Diätetik und Ernährungsberatung. Der übrige Anteil von Mitgliedern beinhaltet Forscher, Pädagogen, Studenten, Berater und Gastronomiemanager. Eigenen Angaben zufolge ist die A.N.D. die weltgrößte Organisation für Nahrungs- und Ernährungsfachleute.

## Gründungsgeschichte und Ziele
Die Gründung erfolgte durch eine Gruppe von Frauen unter der Leitung von Lenna F. Cooper und Lulu C. Graves, dem ersten Präsidenten der ADA, mit der Absicht, der Regierung zu helfen, Nahrungsmittel zu konservieren und die Volksgesundheit während des Ersten Weltkrieges zu verbessern. Der Hauptsitz der Gesellschaft ist heute in Chicago, Illinois.
Als ihre Mission versteht sie, „die Zukunft der Ernährungslehre zu leiten“ (engl.: „leading the future of dietetics“).

## Internationales
Die Diätetik Verbände, zu denen auch die A.N.D. (ehemals ADA) gehört, sind weltweit in der International Confederation of Dietetic Associations (ICDA) organisiert. Aufnahmebedingung in diesen Verband ist u. a., dass der Verband mindestens 50 % Diaetologen bzw. Diätassistenten vertritt. Wer Diaetologe bzw. Diätassistent ist, besagt die Internationale Definition „Definition of a Dieititan“ (EFAD, ICDA 2004). Die Partnerverbände der A.N.D. (ehemals ADA) im deutschsprachigen Raum sind: Der Verband der Diätassistenten – Deutscher Bundesverband e. V. (VDD), Verband der Diaetologen Österreichs und der Schweizerische Verband der diplomierten Ernährungsberater/innen HF/FH. Auf europäischer Ebene existiert die European Federation of the Associations of Dietitians (EFAD), in der zurzeit 33 Verbände organisiert sind.